# برايان بيرش (لاعب كرة قدم)
برايان بيرش (بالإنجليزية: Brian Birch)‏ (18 نوفمبر 1931 بمانشستر في المملكة المتحدة - ) هو مدرب كرة قدم ولاعب كرة قدم بريطاني في مركز الهجوم. لعب مع أولدهام أثلتيك ومانشستر يونايتد ونادي إكزتر سيتي ونادي روتشديل ووولفرهامبتون واندررز ونادي بارو ولينكولن سيتي أف سي ونادي بوسطن يونايتد.

## وصلات خارجية
- برايان بيرش على موقع عالم كرة القدم.نت (الإنجليزية)